# Eivor Marklund
Eivor Ingegerd Marklund, född Lantto 17 november 1930 i Jukkasjärvi, död 29 november 2011 i Stockholm, var en svensk politiker (Vänsterpartiet kommunisterna). 
Marklunds föräldrar inflyttade från Tornedalen. Hon var äldst bland sex syskon och växte upp under mycket enkla förhållanden. Hon var ordförande i den kommunistiska ungdomsklubben i Kiruna och tillhörde senare kommunalfullmäktige under 16 år – de tre sista åren som vice ordförande. Hon tillhörde också under flera år partiets distriktsstyrelse i Norrbottens län. Hon var ledamot av partistyrelsen 1964–1985 och av Sveriges riksdag 1968–1982 för Norrbottens läns valkrets, fram till 1970 i andra kammaren. Hon var även ledamot av partiets verkställande utskott 1969–1982 och vice partiordförande 1975–1982. Hon var därefter under fem år föreståndare för partiets kursgård på Syninge. Hon var en av initiativtagarna till Syninge kamratförening och verkade aktivt för att försvara kursgården mot de i partiledningen som ville avyttra denna. Hon utgav Kvinnokamp–Klasskamp (tillsammans med Barbro Backberger och Gunvor Ryding, 1973).